# Тальжино (посёлок)
Тальжино — посёлок в Новокузнецком районе Кемеровской области. Входит в состав Центрального сельского поселения. Был основан в 1949 году бывшими членами коммуны толстовцев «Жизнь и труд».

## География
Центральная часть населённого пункта расположена на высоте 233 м над уровнем моря.

## Население
| 2010 |
| ---- |
| 461  |

### Половой состав
По данным Всероссийской переписи населения 2010 года, в посёлке Тальжино проживало 461 человек (216 мужчин, 245 женщин).

## Инфраструктура
- Асфальто-бетонный завод;
- Новокузнецкий завод точной металлообработки[8][9].